# ماني غوزمان
ماني غوزمان (بالإنجليزية: Manny Guzman)‏ (7 يوليو 1986 بميتشواكان في المكسيك - ) هو لاعب كرة قدم أمريكي في مركز الوسط. لعب مع تشارلستون بيتري وVenados F.C. ‏ وWilmington Hammerheads FC ‏ وBakersfield Brigade ‏ وVentura County Fusion ‏.